# Szilágyi-Gál Mihály
Szilágyi-Gál Mihály (Kolozsvár, 1971. április 28. –) filozófiatörténész, egyetemi tanár. A budapesti Sajtószabadság Központ elnökségi tagja.

## Életpályája
1991–1996 között az Eötvös Loránd Tudományegyetem filozófia szakán tanult. 1996–1998 között a budapesti Közép-európai Egyetemen politika-tudományt tanult. 1999-től doktorandusz volt a Debreceni Egyetem filozófia tanszékén. 1999–2000 között a budapesti Nyílt Társadalom Intézet (OSI) ösztöndíjas kutatója volt. 2000–2001 között ösztöndíjas volt a Tübingeni Egyetem filozófia doktori programjában. 2000–2007 között a Médiakutató szerkesztője volt. 2001–2003 között az Institute of International Policy Fellowship Budapest ösztöndíjas kutatója volt. 2006–2009 között tudományos menedzser volt a Collegium Hungaricumban. 2007-ben doktorált filozófiából a Debreceni Egyetemen. 2007-től a Német–Magyar Filozófiai Társaság tagja. 2009–2024 között az Eötvös Loránd Tudományegyetem egyetemi docense volt. 2011-ben a Hamburgi Egyetem Filozófia Szemináriumának Eötvös-ösztöndíjas kutatója volt. 2024-től az Eötvös Loránd Tudományegyetem Médiakutató Intézetének adjunktusa.

## Írásai
- Két elmélet a normativitás esélyeiről - Habermas és Rawls (Filozófiai szemle, 1995 tél)
- Etika és Politika Karl Popper tudományfilozófiájában (Korunk, 1996 június)
- „A gondolkodás nemzetisége" a filozófia autohtonistaértelmezései a két világháború közötti Romániában. In Nation-building and Contested Identities. Romanian and Hungarian case-studies (Nemzetépítés és megkérdőjelezett identitások: Román és magyar esettanulmányok). (Budapest/Bukarest: Regio Books 2001)
- Felszabadító határok. A Content and Context of Hate Speechcímű új kötetről" (2014. tavasz)
- Apolitizmus. Támpontok az apolitikusság fogalmának megértéséhez (Budapest, Gondolat, 2020)